# Замок Эдо
Замок Э́до (яп. 江戸城 Эдо-дзё:) — замок равнинного типа в Токио, Япония. Также известен под названием «Замок Тиёда» (яп. 千代田城 Тиёда-дзё:). Расположен в Тиёда. Основан в 1457 году феодалом Ота Доканом.

## Описание
Протяжённость с севера на юг — 3,5 км, с запада на восток — 5,5 км. Общая площадь — около 1,014 км ².

## История
Во второй половине XII века из местности Титибу в район нынешней префектуры Сайтама прибыл клан Эдо под руководством Эдо Сигецугу. Захватив регион, клан Эдо возвёл небольшое укрепленное поселение в этой местности в качестве базы для своих войск.
В 1457 году Эдо Сигэясу был вынужден уступить свои основные владения в регионе вместе с укреплённой родовой усадьбой на северном берегу Токийского залива самурайскому полководцу Ота Докану. По поручению своего господина, Уэсуги Садамаса, вассала сёгуната Муромати, носившего титул Канто канрэй, Ота Докан должен был соорудить ряд укреплений в провинции Мусаси для защиты административного центра Камакура с восточного направления. Им были сооружены крепости в Кавагоэ, Ивацуки и на месте современного района Синагава в Токио. Ота Докан также возвёл одно из укреплений в местечке Като, на пересечении рек, впадавших в Токийский залив, которое решил сделать своей главной крепостью. Рядом с крепостью также располагались три деревни: Такурата, Иваита и Тиёда.
В 1485 году Ота Докан был убит по приказу Уэсуги Садамасы (по подозрению в заговоре) и крепость перешла другому вассалу Садамасы — Согэ Бунго[уточнить]. В 1524 году замок был осаждён и захвачен войсками Ходзё Удзицуны. До 1590 года замок находился во владении рода Го-Ходзё, когда армия Тоётоми Хидэёси успешно осадила замок Одавара, и клан Го-Ходзё был окончательно уничтожен. В 1590 году от Тоётоми Хидэёси замок Эдо перешёл во владение Токугава Иэясу.

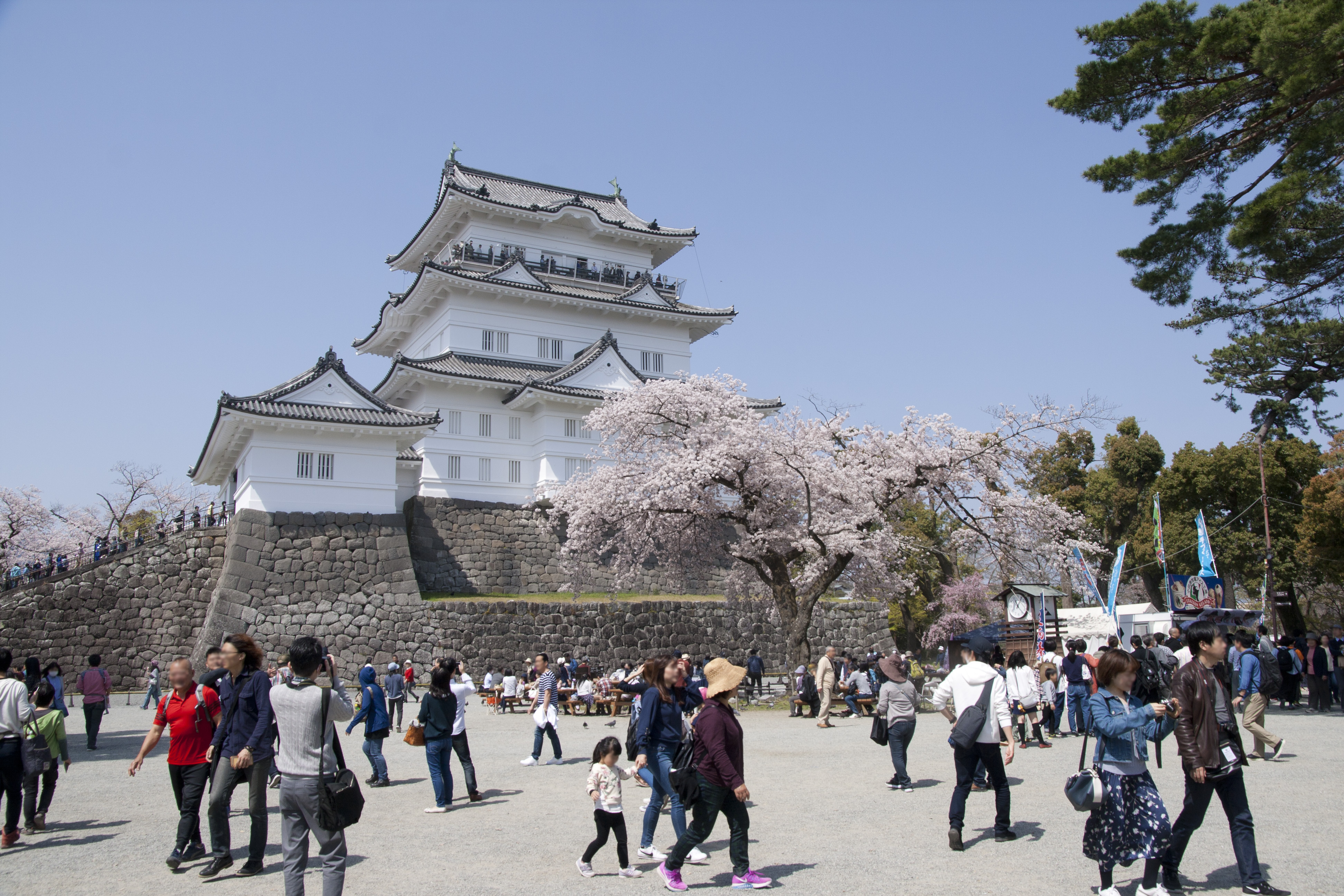
Замок Одавара, взятый войсками Тоётоми Хидэёси после осады в 1590 году

Токугава Иэясу, несмотря на возражения своих вассалов, решил сделать своей основной ставкой не замок Одавара, также перешедший к нему после разгрома клана Го-Ходзё, а замок Эдо. По его приказу в 1590 году замок был капитально перестроен, поскольку укрепления крепости не ремонтировались с осады 1524 года и находились в плачевном состоянии. Вокруг самого замка Эдо было также возведено около 30 крепостей на расстоянии от 16 до 80 километров, отошедших наиболее верным вассалам Токугава. В 1604 году начинается активная модернизация и расширение замка Эдо, в которой были задействованы большие рабочие силы. Для постройки крепостных стен в Эдо со всей страны свозились огромные камни, для доставки которых вассалами Токугава было предоставлено около 3000 кораблей. Объём поставляемых камней для каждого даймё зависел от уровня его дохода: на каждые 100.000 коку риса даймё были обязаны предоставить 1120 камней установленного размера. Вместе с замком так же расширялась и городская часть Эдо. В 1609 году население города составляло уже около 150.000 человек. В 1614 году постройка замка Эдо была успешно завершена. В течение XVII—XIX веков замок был главной цитаделью сёгуната Эдо, центральной резиденцией 15 поколений сёгунов рода Токугава.
Сам замок неоднократно страдал от пожаров и реставрировался. Из наиболее существенных ранних катастроф — пожар 1657 года (сильно повреждена главная башня тэнсю, уничтожены внешние дворы и дома слуг, порядка 100 тысяч погибших, большую часть которых составляли, однако, горожане, а не обитатели замка), землетрясение 1659 года (повреждены замковые стены), пожар 1772 года (уничтожены четверо ворот, ведущих в замок).
С 1869 года замок Эдо — местоположение Токийского императорского дворца. В 1868 году, в ходе гражданской войны, передан без боя Императорским правительственным войскам. День капитуляции 3 мая 1868 часто считают концом сёгуната (11 день четвёртого месяца по японскому лунному календарю, 4-й год Кэйо). Главная башня сгорела от удара молнии в XIX веке. Часть замка пострадала во время бомбардировки Токио 1945 года.

## Устройство замка

### Ранние укрепления
В письменном источнике Котэй-ки есть информация о состоянии укреплений на 1476 год. Согласно описанию, укрепление представляло собой крутые земляные насыпи высотой до 30,5 метров в высоту с каменными стенами, окружёнными глубоким рвом, который пересекали по специальным дощатым мосткам. Дно земляных насыпей утрамбовывалось камнями для придания прочности конструкции. Внутри замка располагалась резиденция даймё, казармы солдат, конюшни и продовольственные запасы на случай осады.

### Замок в период Эдо
К 1636 году, когда основная структура замка была достроена (в дальнейшем велись преимущественно ремонтные работы и работы, связанные с расширением рвов), устройство крепости выглядело примерно следующим образом: 

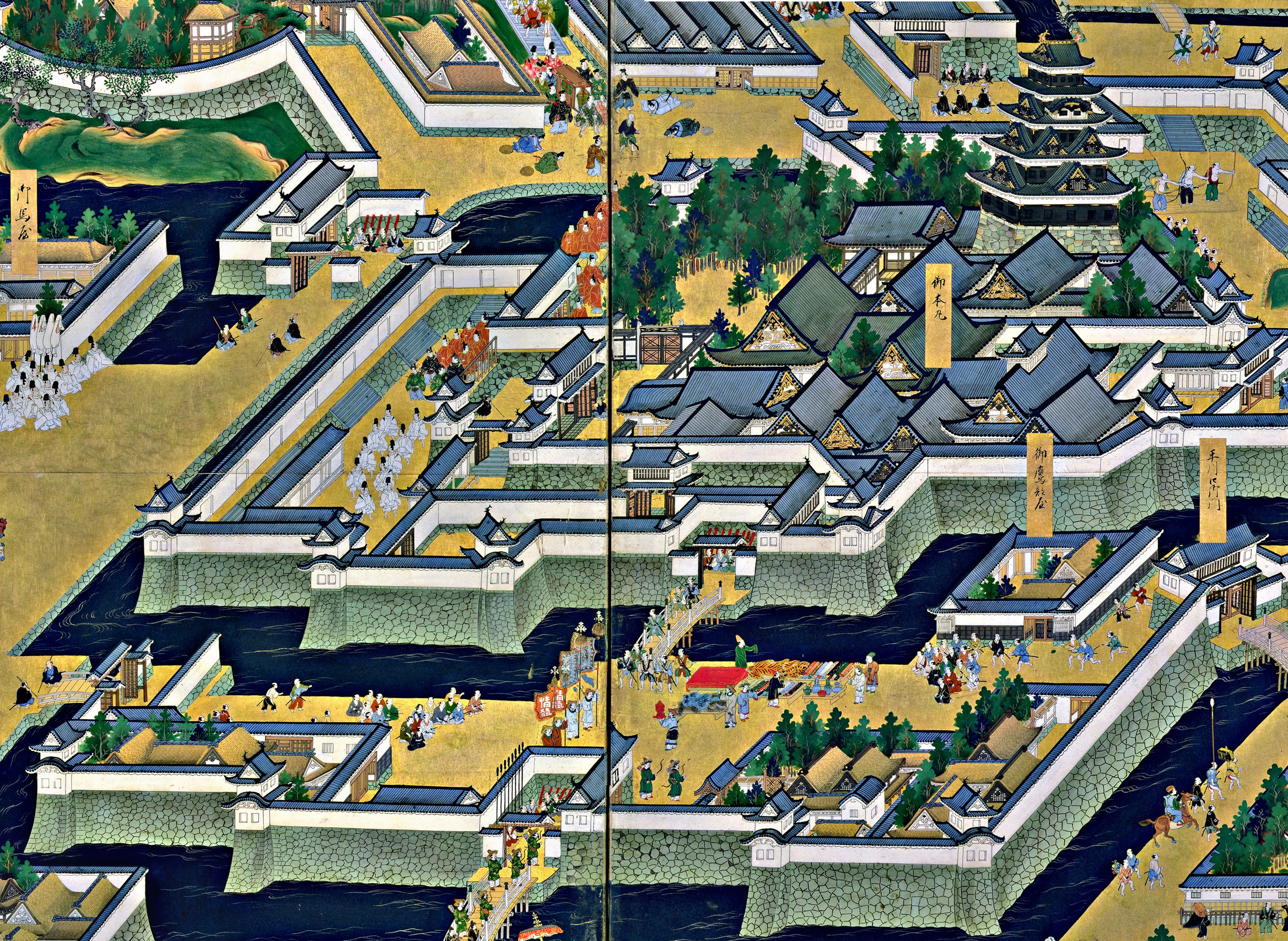
В центре изображена центральная крепость (хоммару) замка Эдо с главной башней (тэнсю) в правом верхнем углу

Главная башня тэнсю с 5 этажами и высотой 51 м. Не считая уничтоженного в 1582 году замка Адзути, это была самая высокая крепостная башня в Японии. Вокруг тэнсю располагалась центральная крепость хоммару, где находился дворец сёгунов Токугава, площадью в 33 тыс. м². Хоммару была самой укреплённой частью замка Эдо: её окружала стена с 20 воротами, 11 башнями и 15 казармами. Эта часть крепости была отгорожена от всего остального замка широкими рвами: с севера Инуи-бори и Хиракава-бори, с востока Хакутё-бори, с запада и юга - Хасуйкэ-бори и Хамагури-бори. 
Весь замок Эдо представлял собой систему внутренних форпостов и укреплений, призванных в случаях потенциальной осады действовать максимально автономно и выступать в качестве отдельных укрепрайонов. Помимо главной крепости хоммару, в замке также находились ниномару, санномару и нисиномару. В ниномару проживали дети сёгунов Токугава и их вдовы. Крепость была окружена стеной с 10 воротами, 7 башнями, 8 казармами и была меньше центральной. Санномару располагалась в самой восточной части замка (рядом с ниномару) и  была преимущественно застроена хозяйственными постройками.

## Замок сегодня

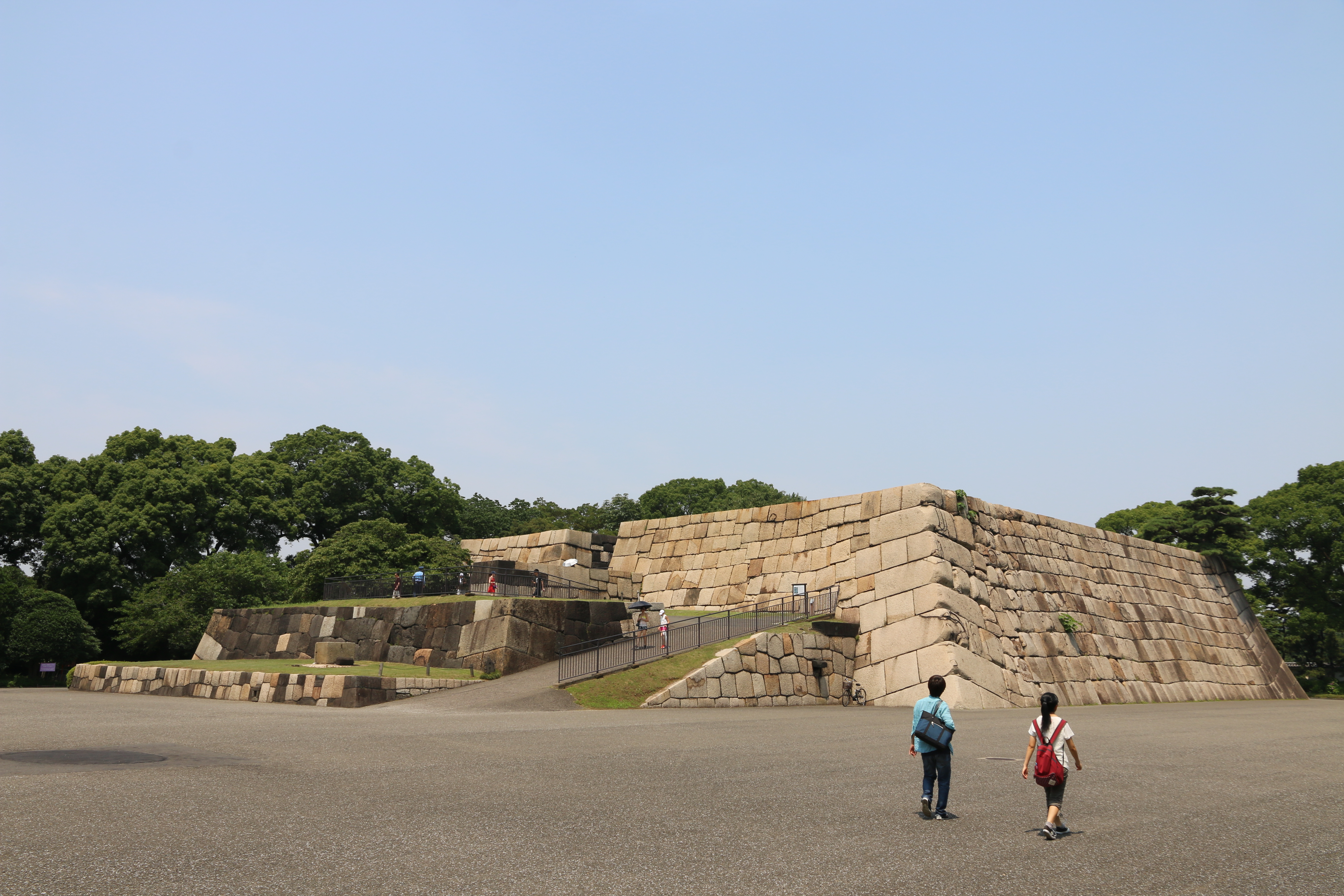
Сохранившийся до наших дней фундамент главной башни замка Эдо

По состоянию на 2011 год сохранились каменные стены, рвы, несколько построек и ворот замка, фундамент главной башни тэнсю и сторожевая башня Фудзими. Все дошедшие до наших дней постройки в 1963 году были официально объявлены национальным достоянием Японии. Территория замка Эдо была поделена на две части: западную и восточную. В Западном дворе расположен Императорский дворец, часть — отведена под Замковый парк, свободный для посещения. В Северном дворе размещены Дворец боевых искусств Японии и Национальный архив Японии.